# Saulnes
Pour les articles ayant des titres homophones, voir Saône (homonymie) et Sône.
Saulnes (prononcé : [soːn] ) est une commune française située dans le département de Meurthe-et-Moselle en région Grand Est.

## Géographie

### Description
Saulnes est délimitée au nord et à l’est par la frontière franco-luxembourgeoise. Le village est arrosé par le Ru de la Côte Rouge qui se jette dans la Moulaine, un affluent de la Chiers.

### Communes limitrophes
Les communes voisines sont Longlaville, Herserange et Hussigny-Godbrange en France, ainsi que le village de Lasauvage (commune de Differdange) et la cité de Rodange (commune de Pétange) au Grand Duché du Luxembourg. Aucune route ne relie directement Saulnes à Longlaville, ni aux communes luxembourgeoises.
| Longlaville |         | Pétange ( Luxembourg)     |
|             | Saulnes | Differdange ( Luxembourg) |
| Herserange  |         | Hussigny-Godbrange        |

### Hydrographie

#### Réseau hydrographique
La commune est dans le bassin versant de la Meuse au sein du bassin Rhin-Meuse. Elle est drainée par le ruisseau de la Côte Rouge,.

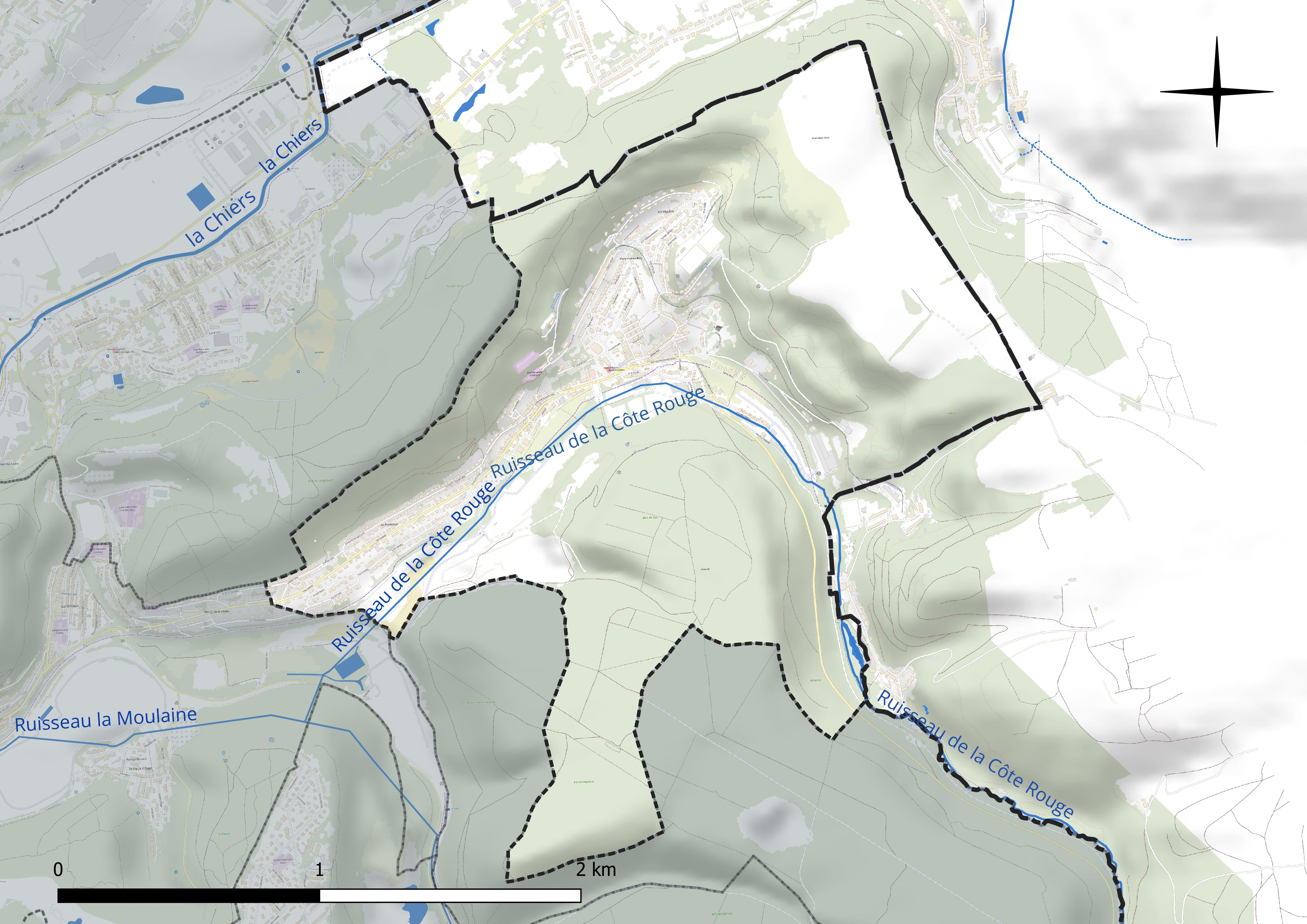
Réseau hydrographique de Saulnes.

#### Gestion et qualité des eaux
Le territoire communal est couvert par le schéma d'aménagement et de gestion des eaux (SAGE) « Bassin ferrifère ». Ce document de planification concerne le périmètre des anciennes galeries des mines de fer, des aquifères et des bassins versants hydrographiques associés qui s’étend sur 2 418 km2. Les bassins versants concernés sont celui de la Chiers en amont de la confluence avec l'Othain, et ses affluents (la Crusnes, la Pienne, l'Othain), celui de l'Orne et ses affluents et celui de la Fensch, le Veymerange, la Kiesel et les parties françaises du bassin versant de l'Alzette et de ses affluents (Kaylbach, ruisseau de Volmerange). Il a été approuvé le 27 mars 2015. La structure porteuse de l'élaboration et de la mise en œuvre est la région Grand Est. 
La qualité des cours d’eau peut être consultée sur un site dédié géré par les agences de l’eau et l’Agence française pour la biodiversité. 

### Climat
Pour des articles plus généraux, voir Climat du Grand Est et Climat de Meurthe-et-Moselle.
En 2010, le climat de la commune est de type climat de montagne, selon une étude du Centre national de la recherche scientifique s'appuyant sur une série de données couvrant la période 1971-2000. En 2020, Météo-France publie une typologie des climats de la France métropolitaine dans laquelle la commune est exposée à un climat semi-continental et est dans la région climatique  Lorraine, plateau de Langres, Morvan, caractérisée par un hiver rude (1,5 °C), des vents modérés et des brouillards fréquents en automne et hiver. 
Pour la période 1971-2000, la température annuelle moyenne est de 9,2 °C, avec une amplitude thermique annuelle de 16,4 °C. Le cumul annuel moyen de précipitations est de 930 mm, avec 14,7 jours de précipitations en janvier et 9,7 jours en juillet. Pour la période 1991-2020, la température moyenne annuelle observée sur la station météorologique de Météo-France la plus proche, « Villette », sur la commune de Villette à 21 km à vol d'oiseau, est de 10,1 °C et le cumul annuel moyen de précipitations est de 909,4 mm. 
La température maximale relevée sur cette station est de 39 °C, atteinte le 25 juillet 2019 ; la température minimale est de −14,8 °C, atteinte le 20 décembre 2009,,. 
Les paramètres climatiques de la commune ont été estimés pour le milieu du siècle (2041-2070) selon différents scénarios d'émission de gaz à effet de serre à partir des nouvelles projections climatiques de référence DRIAS-2020. Ils sont consultables sur un site dédié publié par Météo-France en novembre 2022.

## Urbanisme

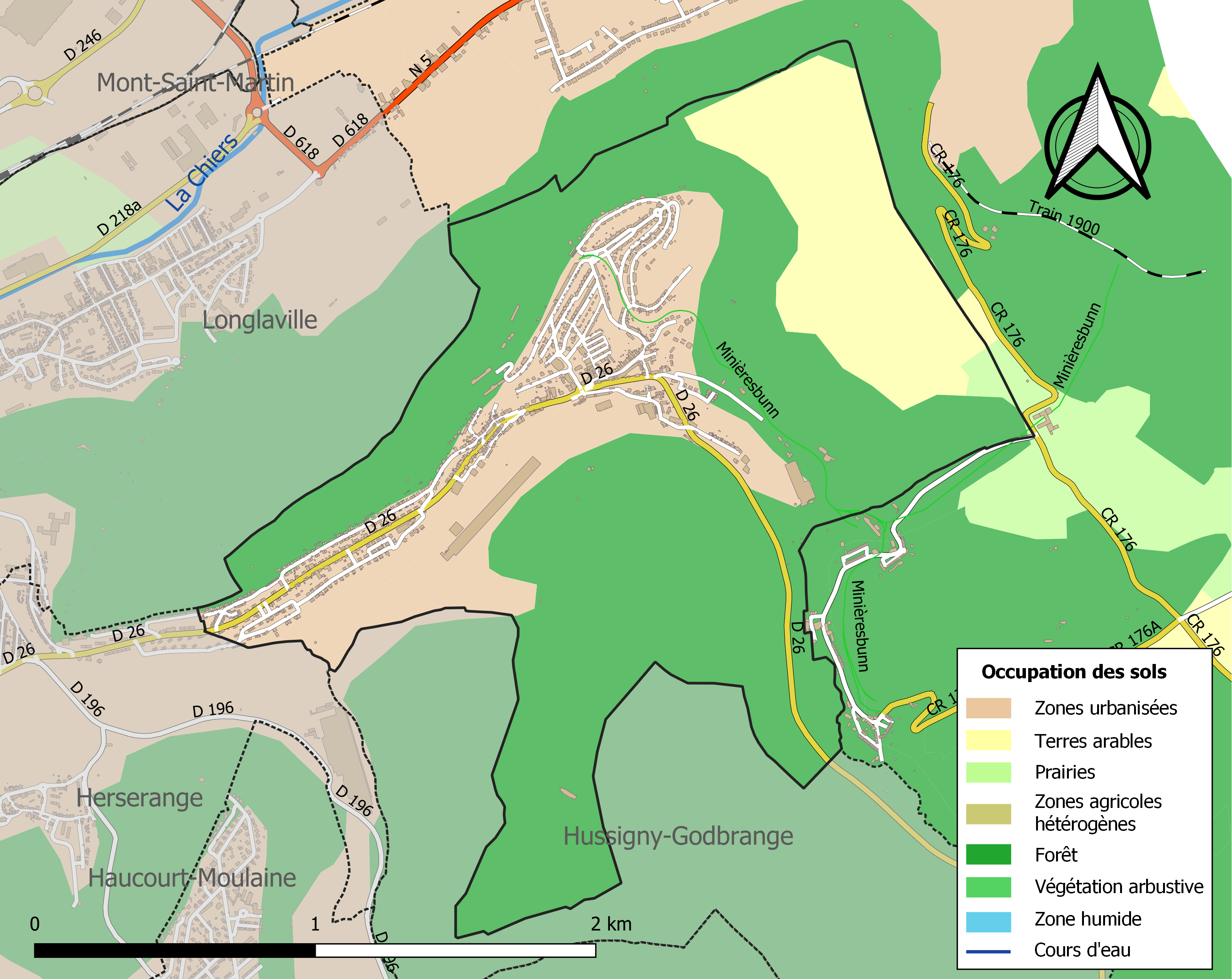
Carte des infrastructures et de l'occupation des sols de la commune en 2018 (CLC).

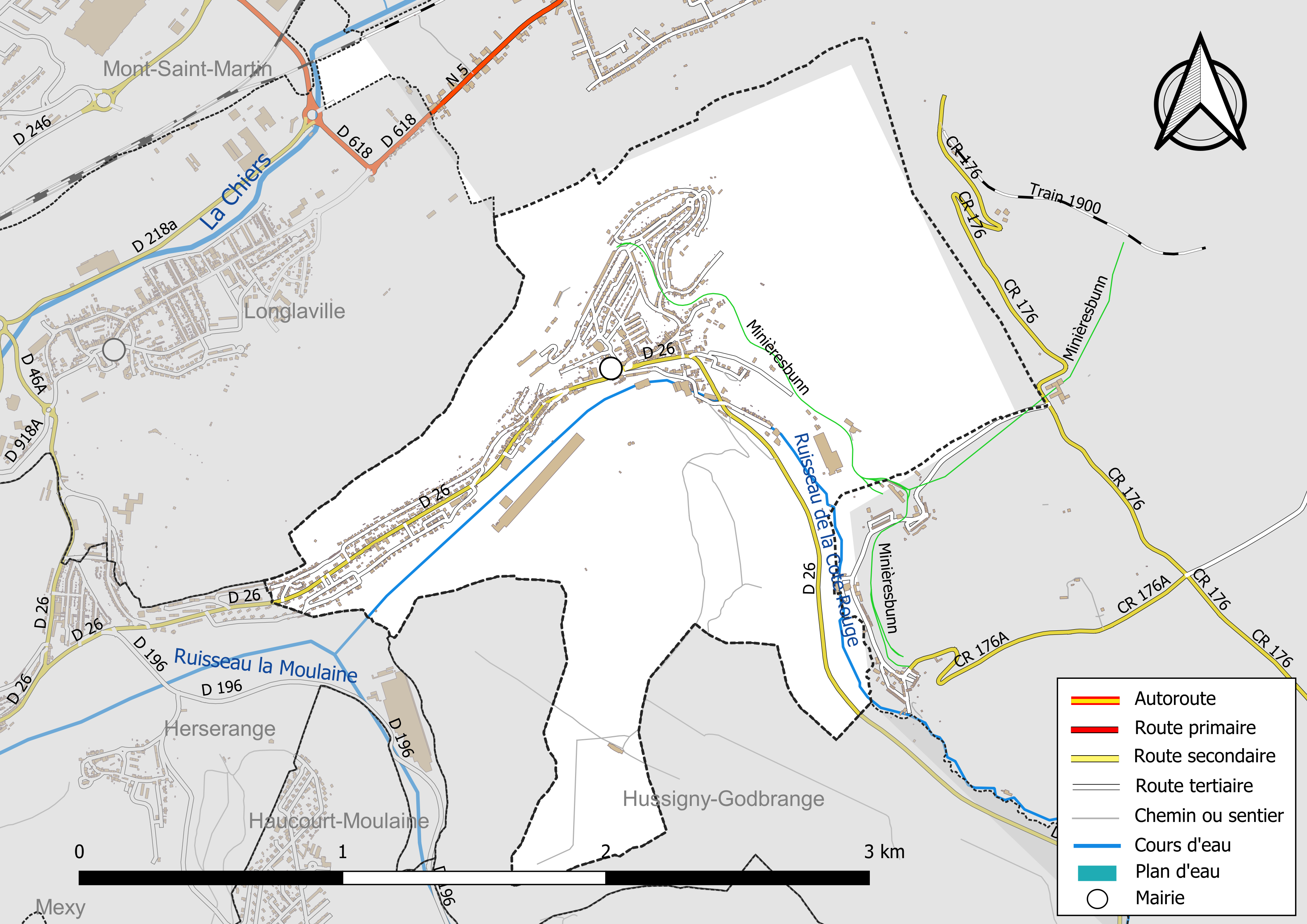
Carte hydrographique et des infrastructures de transport de la commune en 2022.

### Typologie
Au 1er janvier 2024, Saulnes est catégorisée ceinture urbaine, selon la nouvelle grille communale de densité à sept niveaux définie par l'Insee en 2022.
Elle appartient à l'unité urbaine de Longwy (partie française), une agglomération internationale regroupant onze  communes, dont elle est une commune de la banlieue,,. Par ailleurs la commune fait partie de l'aire d'attraction de Luxembourg (partie française), dont elle est une commune de la couronne,. Cette aire, qui regroupe 115 communes, est catégorisée dans les aires de 700 000 habitants ou plus (hors Paris),.

### Occupation des sols
L'occupation des sols de la commune, telle qu'elle ressort de la base de données européenne d’occupation biophysique des sols Corine Land Cover (CLC), est marquée par l'importance des forêts et milieux semi-naturels (59,6 % en 2018), une proportion sensiblement équivalente à celle de 1990 (59,1 %). La répartition détaillée en 2018 est la suivante : forêts (59,6 %), zones urbanisées (16,7 %), terres arables (14,3 %), zones industrielles ou commerciales et réseaux de communication (8,9 %), prairies (0,5 %). L'évolution de l’occupation des sols de la commune et de ses infrastructures peut être observée sur les différentes représentations cartographiques du territoire : la carte de Cassini (XVIIIe siècle), la carte d'état-major (1820-1866) et les cartes ou photos aériennes de l'IGN pour la période actuelle (1950 à aujourd'hui).

### Habitat et logement
En 2020, le nombre total de logements dans la commune était de 1 204, alors qu'il était de 1 200 en 2015 et de 1 136 en 2010.
Parmi ces logements, 90,6 % étaient des résidences principales, 1,3 % des résidences secondaires et 8,1 % des logements vacants. Ces logements étaient pour 73,2 % d'entre eux des maisons individuelles et pour 26,6 % des appartements.
Le tableau ci-dessous présente la typologie des logements à Saulnes en 2020 en comparaison avec celle de Meurthe-et-Moselle et de la France entière. Une caractéristique marquante du parc de logements est ainsi une proportion de résidences secondaires et logements occasionnels (1,3 %) inférieure à celle du département (2,1 %) et à celle de la France entière (9,7 %). Concernant le statut d'occupation de ces logements, 75,6 % des habitants de la commune sont propriétaires de leur logement (71,5 % en 2015), contre 57,3 % pour la Meurthe-et-Moselle et 57,5 pour la France entière.
| Typologie                                               | Saulnes | Meurthe-et-Moselle | France entière |
| ------------------------------------------------------- | ------- | ------------------ | -------------- |
| Résidences principales (en %)                           | 90,6    | 88,6               | 82,1           |
| Résidences secondaires et logements occasionnels (en %) | 1,3     | 2,1                | 9,7            |
| Logements vacants (en %)                                | 8,1     | 9,3                | 8,2            |

## Toponymie
Toponyme, anciennement utilisé dans Saulne-la-Haute et Saulne-la-Basse, deux hameaux aujourd’hui devenu le village de Saulnes, par délibération communale, le 9 avril 1792. 
- Anciennes mentions : Tzonen (1473), Zonnen (1495), Tzoenen (1531), Sonne la Basse et Sonne la Haute (1689)[16], Sône la haute et la basse (1749)[16], Sonte haute et Sonte basse (1756)[16], Sosne ou Saulne haute et basse (1779)[16], Sonne Haut et Bas (1793)[17], Sosne (1801)[17].
- En luxembourgeois : Zounen[18], en allemand : Zohnen[19] et Sonne[20].

## Histoire

### Ancien Régime
Ancienne communauté de la province du Barrois qui se divisait en deux hameaux : Haute et Basse, sachant que Saulne-la-Haute était le principal.
Saulnes était une annexe de la paroisse d'Herserange dans le diocèse de Trèves.
La forge de Saulnes est signalée dès 1474 avec un petit haut fourneau, mais il semblerait qu'elle soit abandonnée au milieu du XVIe siècle

### Époque contemporaine
C'est sur l'emplacement de la forge de Saulnes que la Société des Hauts-Fourneaux de Saulnes-Raty et Cie met à feu un premier haut fourneau en juillet 1874, un second en 1878 ou 1880, puis un troisième en 1882. À la fin du XIXe siècle, l'usine compte quatre hauts-fourneaux dont trois sont à feu. Un chemin de fer industriel privé permet le fonctionnement des usines.
La gare de Saulnes sur la ligne de Longwy à Villerupt-Micheville est mise en service le 13 avril 1878. La ligne cesse son trafic voyageurs  le 15 mai 1939. La section de Saulnes à Hussigny-Godbrange ferme aux marchandises le 30 septembre 1985 et celle de Saulnes à Longwy est déclasse le 17 octobre 1994.

Saulnes au tout début du XXe siècle
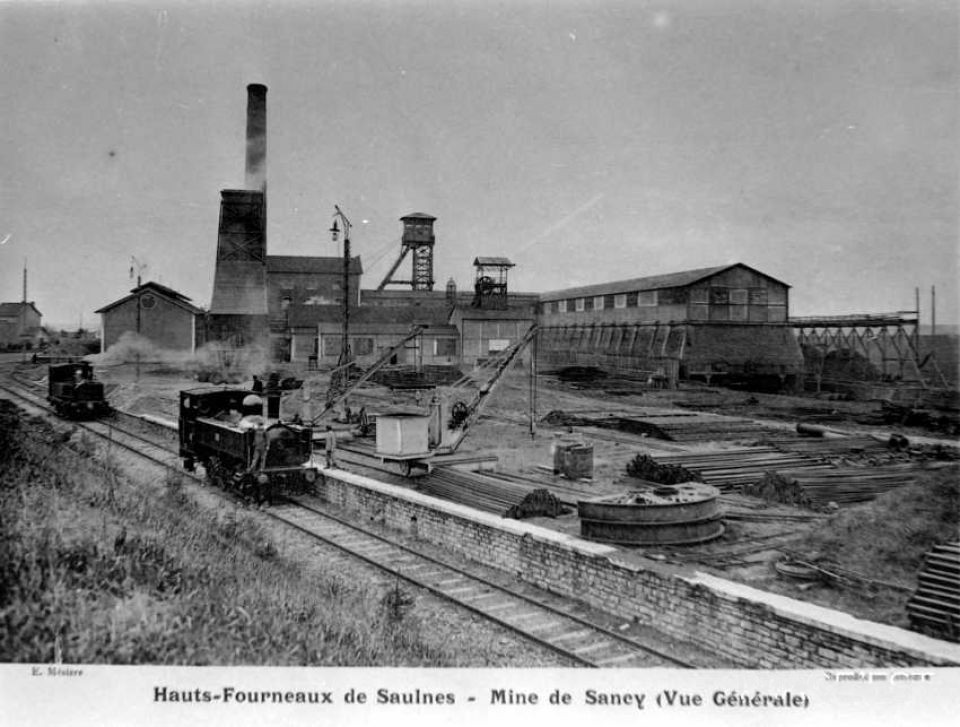
Hauts-fourneaux de Saulnes - Mine de Sancy (vue générale)
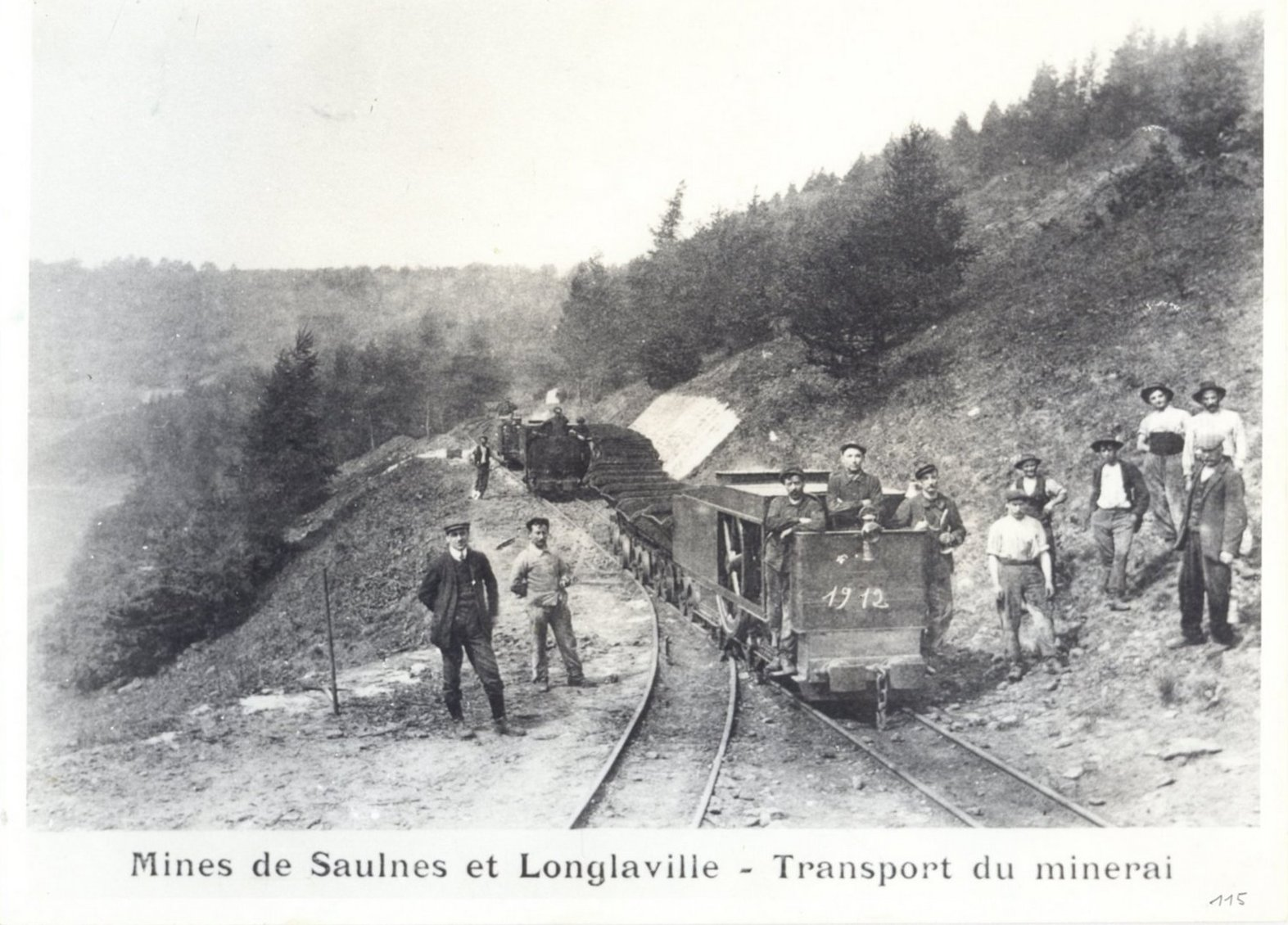
Mines de Saulnes et Longlaville - Transport du Minerai.
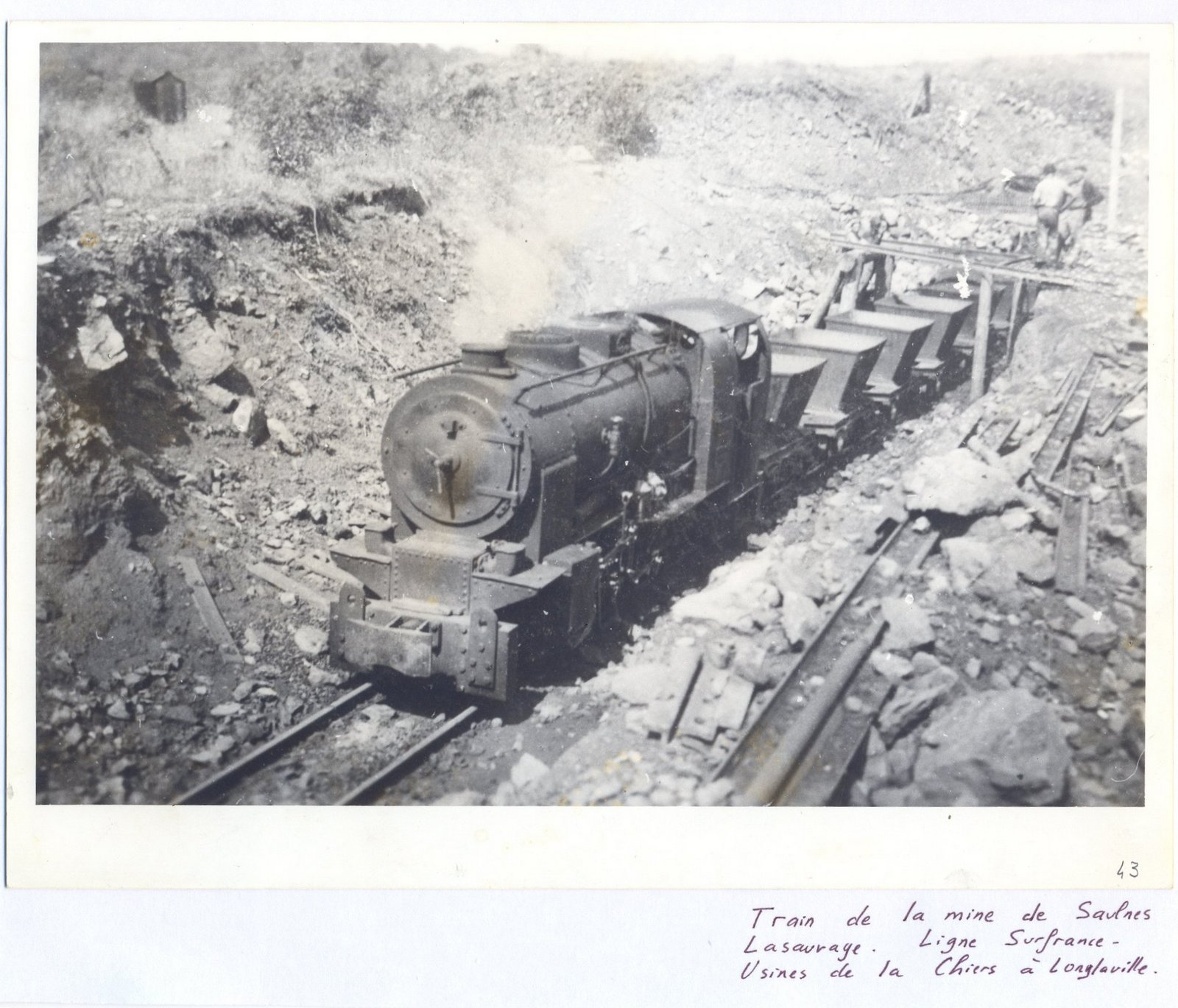
Train de la mine de Saulnes Lasauvage. Ligne Surfrance-Usines de la Chiers a Longlaville

La commune est décorée de la Croix de guerre 1914-1918 le 5 février 1921.
En 1923, la société absorbe la société Lorraine Industrielle qui possède deux hauts fourneaux à Hussigny, ce qui porte à cinq le nombre de ses hauts-fourneaux. En 1955, la société, qui est devenue Société des Hauts-Fourneaux de Saulnes et Gorcy, ne dispose plus que de quatre hauts fourneaux à Saulnes et Hussigny. En 1968, c'est l'arrêt des deux derniers hauts fourneaux de Saulnes, ceux d'Hussigny ayant été éteints dans les années 1960.
En janvier 2020, la commune de Differdange (Luxembourg) achète un terrain de 1,2 kilomètre carré (soit 30 % de la superficie totale) situé sur le territoire de la commune de Saulnes en France pour la somme de 2,5 millions d'euros. Cette opération doit aboutir pour le mois de février de la même année et vise à empêcher la construction d'une décharge dans la région.

## Politique et administration

### Rattachements administratifs
La commune se trouve dans l'arrondissement de Briey du département de Meurthe-et-Moselle.
Elle faisait partie de 1801 à 1973  du canton de Longwy, année où elle intègre le canton d'Herserange. Dans le cadre du redécoupage cantonal de 2014 en France, cette circonscription administrative territoriale a disparu, et le canton n'est plus qu'une circonscription électorale.

### Rattachements électoraux
Pour les élections départementales, la commune fait partie depuis 2014 d'un nouveau canton de Villerupt.
Pour l'élection des députés, elle fait partie de la troisième circonscription de Meurthe-et-Moselle.

### Intercommunalité
La commune est membre de la communauté d'agglomération dénommée depuis 2021 Grand Longwy Agglomération, un établissement public de coopération intercommunale (EPCI) à fiscalité propre créé en 2017 sous le nom de communauté d'agglomération de Longwy par transformation de la  communauté de communes de l'Agglomération de Longwy  et auquel la commune  a adhéré en 1998 en lui transférant un certain nombre de ses compétences, dans les conditions déterminées par le code général des collectivités territoriales.
Cette communauté de commune avait elle-même été créée en 2002 par transformation d'un district constitué en 1960 et qui avait progressivement intégré d'autres communes.
La commune est également membre de l'Agglomération transfrontalière du pôle européen de développement.

### Liste des maires
| Période                                  | Période                    | Identité              | Étiquette    | Qualité |
| ---------------------------------------- | -------------------------- | --------------------- | ------------ | --- |
| Les données manquantes sont à compléter. |                            |                       |              | |
|                                          |                            |                       |              | |
| 1792                                     | 1808                       | J Lecoq               |              | Saulnes Haute |
| 1792                                     | 1808                       | J Courtois            |              | Saulnes Basse |
| 1/12/1808                                | 31/12/1812                 | Pierre Collinet       |              | |
| 18/12/1815                               | 05/02/1826                 | G Antoine Laval       |              | |
| 23/02/1826                               | 31/12/1831                 | Nicolas Marchal       |              | |
| 1832                                     | 1860                       | Louis Doisy           |              | |
| 1860                                     | 1871                       | J Baptiste Teate      |              | |
| 1871                                     | 1878                       | Didier Doisy          |              | |
| 1878                                     | 1901                       | Gustave Raty          |              | Maître de forges Fondateur de la Société des Hauts Fourneaux de Saulnes |
| 1901                                     | 1919                       | Marc Raty             |              | |
| 1919                                     | 1923                       | Eugène Remy           |              | |
| 1923                                     | 1945                       | Jean Raty             |              | Maître de forges, petit-fils de Gustave Raty Président de la Chambre syndicale de la sidérurgie française Commandeur de la Légion d'honneur, Officier de l'Ordre de Léopold et titulaire de la Médaille de l'Aéronautique |
| 1945                                     | 1949                       | Robert Gianotti       | PCF          | |
| 1949                                     | 1965                       | Philippe Auguste Rase |              | |
| 1965                                     | juin 1995                  | Ersé Zolfo            | PCF          | |
| juin 1995                                | mars 2001                  | Denis Cruciani        | SE           | Musicien |
| mars 2001                                | En cours (au 28 juin 2023) | Adrien Zolfo          | PCF puis LFI | Ouvrier Vice-président de la CA Grand Longwy Agglomération (2020 → ) Réélu pour le mandat 2020-2026 |

## Population et société

### Démographie
L'évolution du nombre d'habitants est connue à travers les recensements de la population effectués dans la commune depuis 1793. Pour les communes de moins de 10 000 habitants, une enquête de recensement portant sur toute la population est réalisée tous les cinq ans, les populations de référence des années intermédiaires étant quant à elles estimées par interpolation ou extrapolation. Pour la commune, le premier recensement exhaustif entrant dans le cadre du nouveau dispositif a été réalisé en 2006.

En 2022, la commune comptait 2 261 habitants, en évolution de −6,18 % par rapport à 2016 (Meurthe-et-Moselle : −0,13 %, France hors Mayotte : +2,11 %).
| 1793 | 1800 | 1806 | 1821 | 1836 | 1841 | 1861 | 1866 | 1872 |
| ---- | ---- | ---- | ---- | ---- | ---- | ---- | ---- | ---- |
| 221  | 248  | 271  | 329  | 412  | 442  | 425  | 474  | 495  |

| 1876 | 1881  | 1886  | 1891  | 1896  | 1901  | 1906  | 1911  | 1921  |
| ---- | ----- | ----- | ----- | ----- | ----- | ----- | ----- | ----- |
| 742  | 1 485 | 1 611 | 1 682 | 1 850 | 2 122 | 2 158 | 2 528 | 1 662 |

| 1926  | 1931  | 1936  | 1946  | 1954  | 1962  | 1968  | 1975  | 1982  |
| ----- | ----- | ----- | ----- | ----- | ----- | ----- | ----- | ----- |
| 2 494 | 3 212 | 2 415 | 2 360 | 3 536 | 3 725 | 3 418 | 2 953 | 2 783 |

| 1990  | 1999  | 2006  | 2011  | 2016  | 2021  | 2022  | - | - |
| ----- | ----- | ----- | ----- | ----- | ----- | ----- | - | - |
| 2 473 | 2 454 | 2 358 | 2 351 | 2 410 | 2 312 | 2 261 | - | - |

## Culture locale et patrimoine

### Lieux et monuments

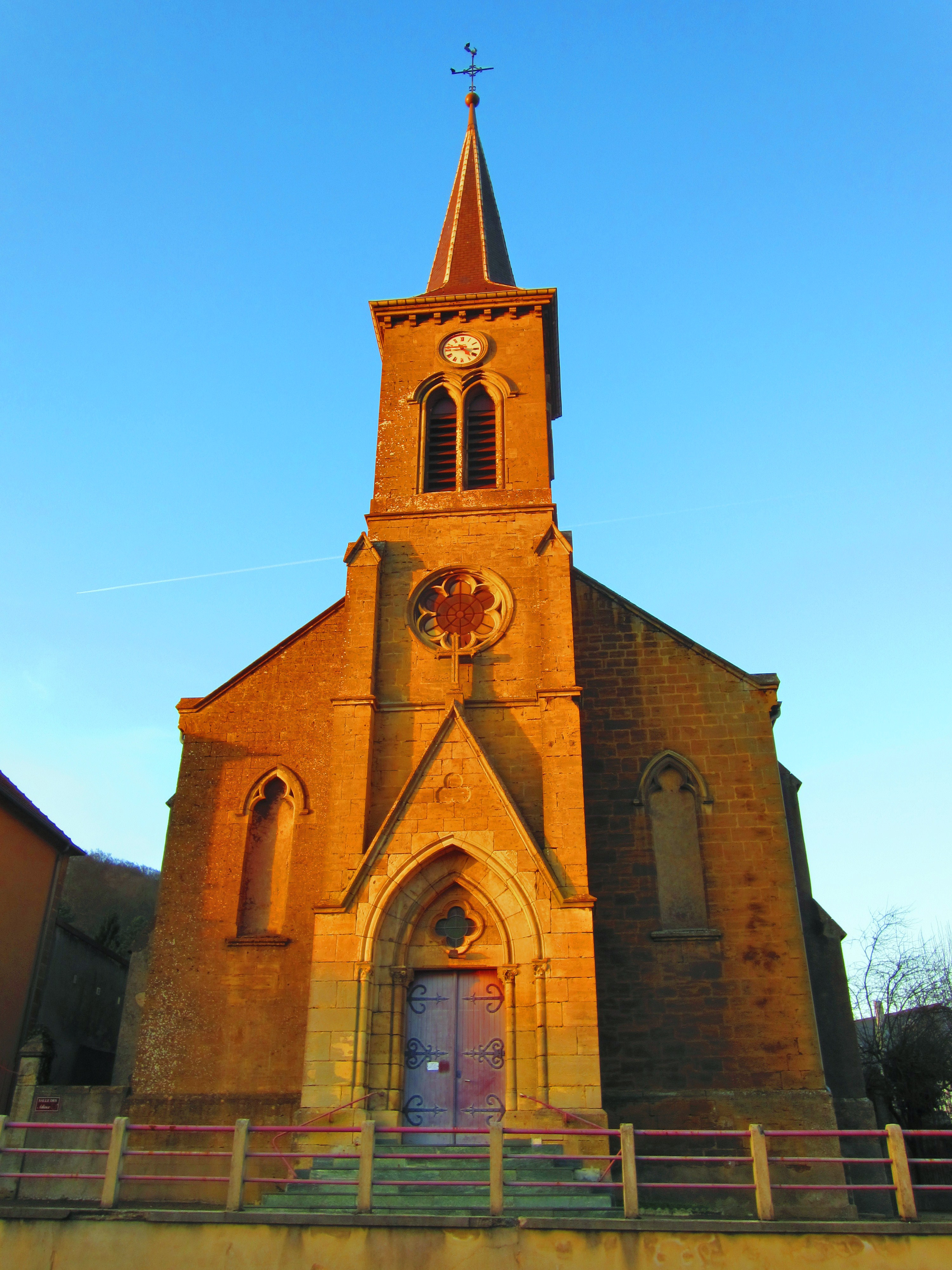
L'église paroissiale Saint-Jean-Baptiste.

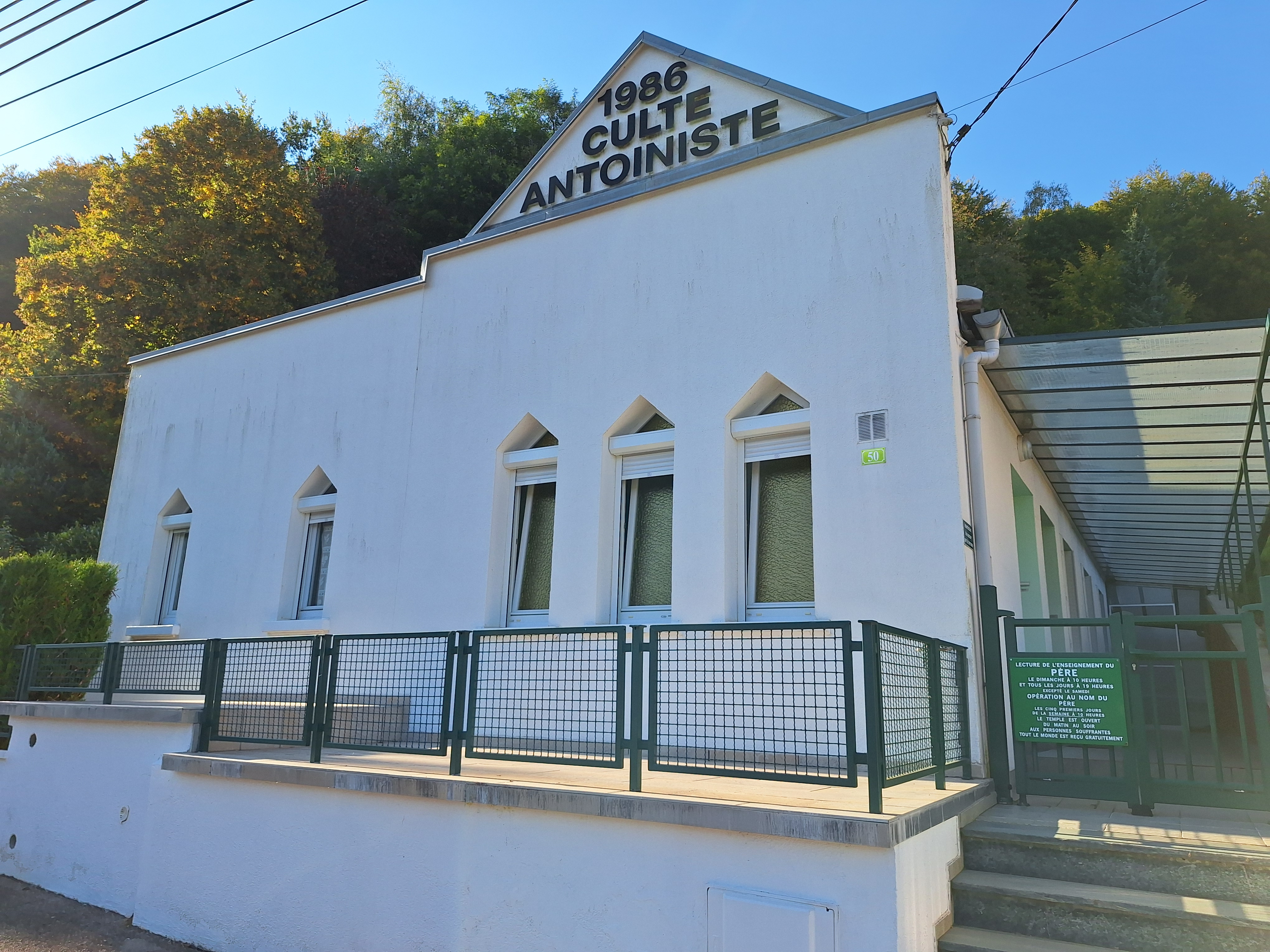
Temple Antoiniste.

- Château construit entre 1880 et 1885, pour l'industriel Gustave Raty (1832-1901), créateur et propriétaire des hauts-fourneaux de Saulnes (construits en 1872 et 1874 à l'emplacement de l'une des plus vieilles forges du Pays-Haut et de Lorraine) et en même temps administrateur de la société des aciéries de Longwy depuis 1880.
- Château construit en second, vers 1900-1905 à proximité immédiate du premier château, aux frais de Gustave Raty, pour son fils Marc, qui l'habita peu.
- jardin pédagogique
- petit train de Mine
- musée de la photographie
- la Grotte
- église paroissiale Saint-Jean-Baptiste construite entre 1873 et 1883, la commune épuisée par la construction de ses bâtiments publics n'ayant pu mener à bien la construction d'une seule traite. Aide financière de la société Pierre Giraud établie à La Sauvage (grand-duché de Luxembourg), propriétaire des forges et dépendances de La Sauvage et de biens situés sur le ban de Saulnes. Réception des travaux en 1875, achèvement de l'édifice en 1880. Elle a remplacé une chapelle qui dépendait de l'église mère d'Herserange, située au même emplacement mais parallèle à la rue[réf. nécessaire].
- un petit temple du culte antoiniste, situé au 50 rue Philippe-Auguste Rase, dédicacé le 13 juillet 1986[36]

### Personnalités liées à la commune
- Émile Maggi (1908-1986), athlète français spécialiste de la marche athlétique, habitant à Saulnes[réf. nécessaire].
- Louis Dupont (1912-2004), homme politique français, né à Saulnes
- Jacques Trorial (1932-), homme politique français, né à Saulnes

### Héraldique
| Blason de Saulnes | Blason  | Écartelé : aux 1er et 4e d'azur à deux bars adossés d'or accostés de deux croix de Lorraine de même et accompagnés en chef et en pointe de deux croisettes recroisetées d'argent, aux 2e et 3e d'or à trois marteaux de sable ; sur le tout d'argent au haut fourneau de sable enflammé de gueules. |
| Blason de Saulnes | Détails | Saulnes faisait partie du Barrois et était situé dans le bailliage de Villers la Montagne. A la fin du XVIIIe siècle, le roi en était seul seigneur. Sa richesse est symbolisée par les marteaux et le haut fourneau Le statut officiel du blason reste à déterminer.                               |

## Pour approfondir